# Nissan Stagea
Der Nissan Stagea ist ein Kombi der Mittelklasse des japanischen Herstellers Nissan, der von 1996 bis 2007 in zwei Generationen als Konkurrenz für den Subaru Legacy Touring auf dem japanischen Binnenmarkt produziert wurde.

## Stagea (WC34) 1996–2001

### Serie 1
Die erste Baureihe wurde von 1996 bis Ende 1998 produziert. Grundmotorisierung war ein 2-Liter-RB-Motor (RB20DE) mit 130 PS. Daneben gab es weitere Motoren, den 2,5 Liter großen Sechszylinder (RB25DE) mit 190 PS und selbigen turboaufgeladen (RB25DET) mit 230 PS.
Das Fahrzeug war mit Hinterradantrieb (2WD) und Allradantrieb lieferbar. Der Allradantrieb (4WD) war der gleiche wie beim Skyline GT-R.
Die Serie 1 war mit einem Automatikschaltung und einem manuellen Getriebe verfügbar. Als Sondermodell gab es darüber hinaus den Stagea mit Skyline GTR Technik. Der RB26 Twinturbo Motor mit Handschaltung wurde limitiert produziert von der Firma Autech. Das Stagea Sondermodell bekam ein Bodykit aufgelegt und nannte sich 260RS.

### Serie 2 (Facelift)
Serie 2 (Ende 1998 bis 2001) war von der Basis her das gleiche Fahrzeug wie Serie 1. Die Frontlichter waren leicht modifiziert (Nebelscheinwerfer im Kühlergrill).

#### Versionen
Autech Japan produzierte von den beiden ersten Serien Spezialversionen. Diese waren mit dem RB26DETT-Motor (2,6 Liter, Turbolader), dem Allradantrieb des Skyline GT-R sowie einer manuellen Schaltung mit fünf Gängen ausgestattet. Auch die Festigkeit der Karosserie wurde verstärkt. Diese Fahrzeuge (Serie 2: Stagea 260RS Autech Version) waren jedoch selten und entsprechend hoch im Preis.

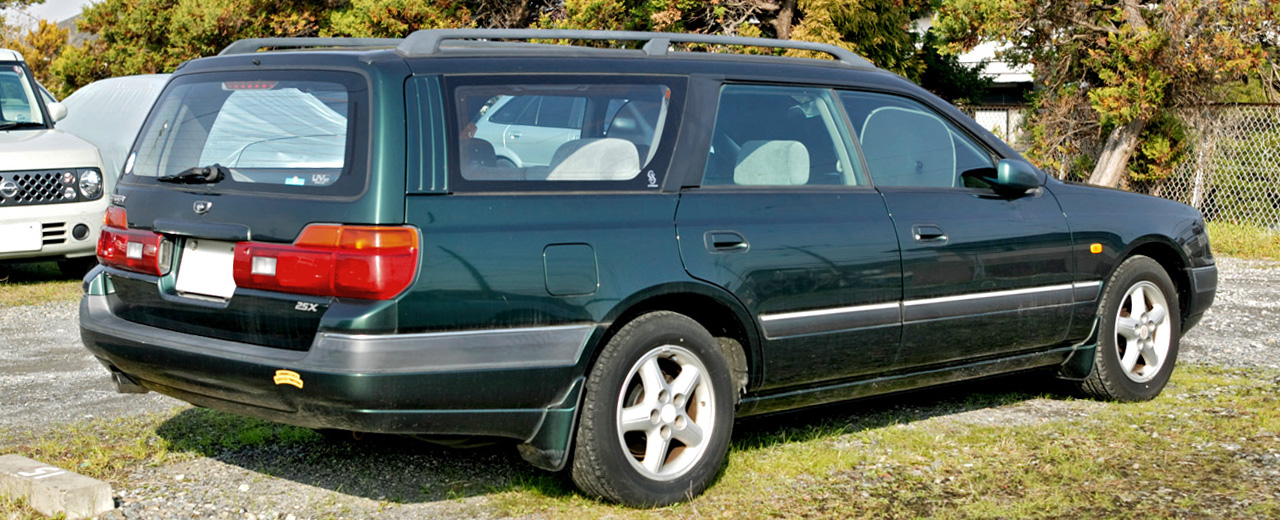
Heckansicht (1996–1998)
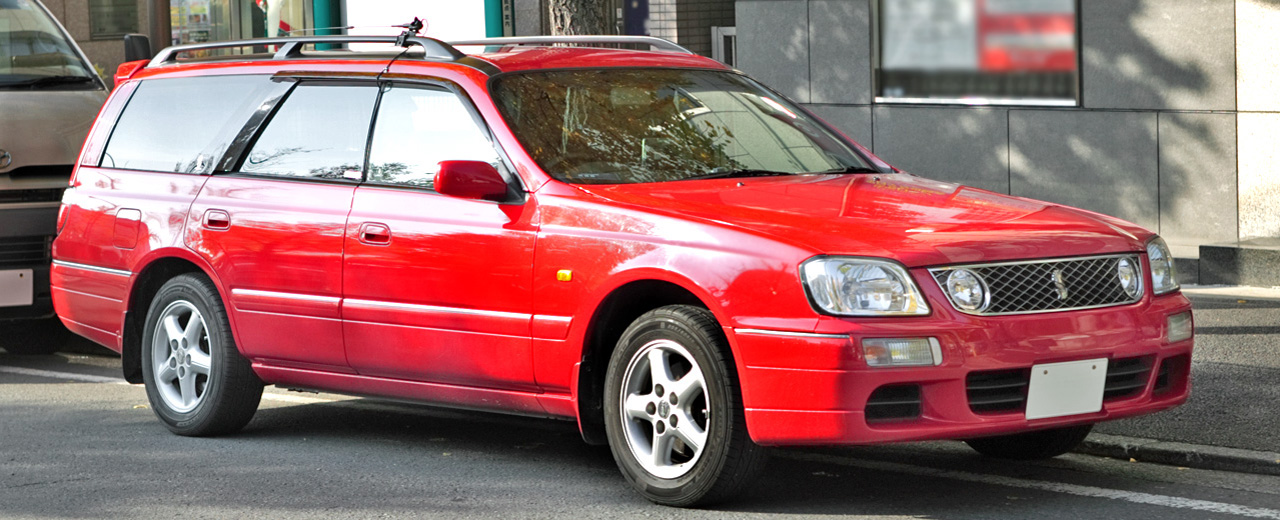
Stagea WC34 nach der Modellpflege (1998–2001)
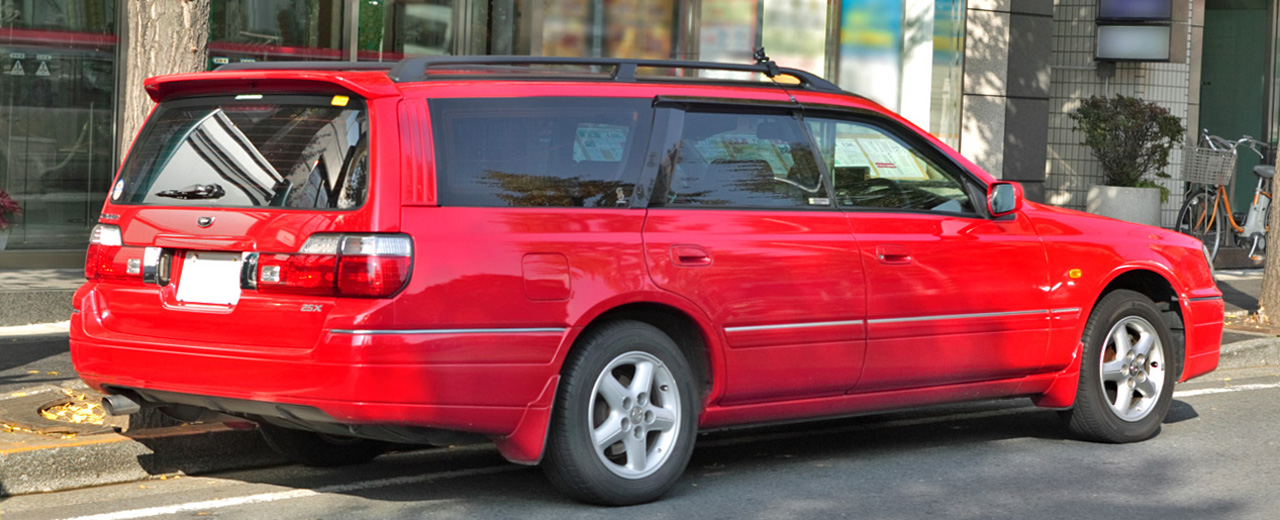
Heckansicht (1998–2001)

| Technische Daten Nissan Stagea WC34 (1996–2001) |                                                                               |                                                                               |                                                                               |
| Nissan Stagea:                                  | 2.0                                                                           | 2.5                                                                           | 2.5 Turbo                                                                     |
| Motor:                                          | 6-Zylinder-Reihenmotor (Viertakt)                                             | 6-Zylinder-Reihenmotor (Viertakt)                                             | 6-Zylinder-Reihenmotor (Viertakt)                                             |
| Motortyp:                                       | RB20E                                                                         | RB25DE                                                                        | RB25DET                                                                       |
| Hubraum:                                        | 1998 cm³                                                                      | 2499 cm³                                                                      | 2499 cm³                                                                      |
| Bohrung × Hub:                                  | 78 × 69,7 mm                                                                  | 86 × 71,7 mm                                                                  | 86 × 71,7 mm                                                                  |
| Leistung bei 1/min:                             | 96 kW (131 PS) bei 5600                                                       | 140 kW (190 PS) bei 6400                                                      | 173 kW (235 PS) bei 6400                                                      |
| Max. Drehmoment bei 1/min:                      | 172 Nm bei 4400                                                               | 230 Nm bei 4800                                                               | 272 Nm bei 4800                                                               |
| Verdichtung:                                    | 9,5:1                                                                         | 10:1                                                                          | 9:1                                                                           |
| Gemischaufbereitung:                            | Einspritzung                                                                  | Einspritzung                                                                  | Einspritzung                                                                  |
| Ventilsteuerung:                                | OHC, Zahnriemen                                                               | DOHC, Zahnriemen                                                              | DOHC, Zahnriemen                                                              |
| Kühlung:                                        | Wasserkühlung                                                                 | Wasserkühlung                                                                 | Wasserkühlung                                                                 |
| Getriebe:                                       | Viergang-Automatik Hinterradantrieb, 2.5 a.W., 2.5 Turbo Serie: Allradantrieb | Viergang-Automatik Hinterradantrieb, 2.5 a.W., 2.5 Turbo Serie: Allradantrieb | Viergang-Automatik Hinterradantrieb, 2.5 a.W., 2.5 Turbo Serie: Allradantrieb |
| Radaufhängung vorn:                             | Querlenker, Zugstreben, Schraubenfedern                                       | Querlenker, Zugstreben, Schraubenfedern                                       | Querlenker, Zugstreben, Schraubenfedern                                       |
| Radaufhängung hinten:                           | Mehrlenkerachse, Schraubenfedern                                              | Mehrlenkerachse, Schraubenfedern                                              | Mehrlenkerachse, Schraubenfedern                                              |
| Bremsen:                                        | Scheibenbremsen rundum, Bremskraftverstärker, ABS                             | Scheibenbremsen rundum, Bremskraftverstärker, ABS                             | Scheibenbremsen rundum, Bremskraftverstärker, ABS                             |
| Lenkung:                                        | Zahnstangenlenkung, servounterstützt                                          | Zahnstangenlenkung, servounterstützt                                          | Zahnstangenlenkung, servounterstützt                                          |
| Karosserie:                                     | Stahlblech, selbsttragend                                                     | Stahlblech, selbsttragend                                                     | Stahlblech, selbsttragend                                                     |
| Spurweite vorn/hinten:                          | 1460/1515 mm                                                                  | 1460/1515 mm                                                                  | 1460/1515 mm                                                                  |
| Radstand:                                       | 2720 mm                                                                       | 2720 mm                                                                       | 2720 mm                                                                       |
| Abmessungen:                                    | 4800 × 1755 × 1490 mm                                                         | 4800 × 1755 × 1490 mm                                                         | 4800 × 1755 × 1490 mm                                                         |
| Leergewicht:                                    | 1430 kg                                                                       | 1470–1590 kg                                                                  | ab 1620 kg                                                                    |
| Höchstgeschwindigkeit:                          | ca. 190 km/h                                                                  | ca. 210 km/h                                                                  | ca. 225 km/h                                                                  |
| Beschleunigung, 0–100 km/h:                     | n. a.                                                                         | n. a.                                                                         | n. a.                                                                         |
| Verbrauch (Liter/100 Kilometer):                | 8–13 S                                                                        | 9–15 S                                                                        | 9–16 S                                                                        |

## Stagea (M35) 2001–2007
Anders als die ersten beiden Modellen, die auf dem Nissan Skyline basierten, war der M35 neu entwickelt, abgesehen vom Motor  der wie bei seinen Vorgängern vom Skyline (Nissan Skyline, Infiniti G35) übernommen wurde.
Es waren folgende Modelle verfügbar:
- 250RS/RS V/RX: Motor VQ25DD (V6, 2,5 l NA, Direkt-Einspritzung, 158,3 kW), Hinterradantrieb
- 250RS FOUR/RX FOUR: Motor VQ25DD (V6, 2,5 l NA, Direkt-Einspritzung, 158,3 kW), Allradantrieb (4WD)
- 250tRS FOUR V/RX FOUR: Motor VQ25DET (V6, 2,5 l Turbo, 205,94 kW), Allradantrieb (4WD)
- 300RX: Motor VQ30DD (V6 3,0 l NA, Direkt-Einspritzung, 191,23 kW), Hinterradantrieb

Im Juni 2007 wurde die Stagea-Produktion beendet.

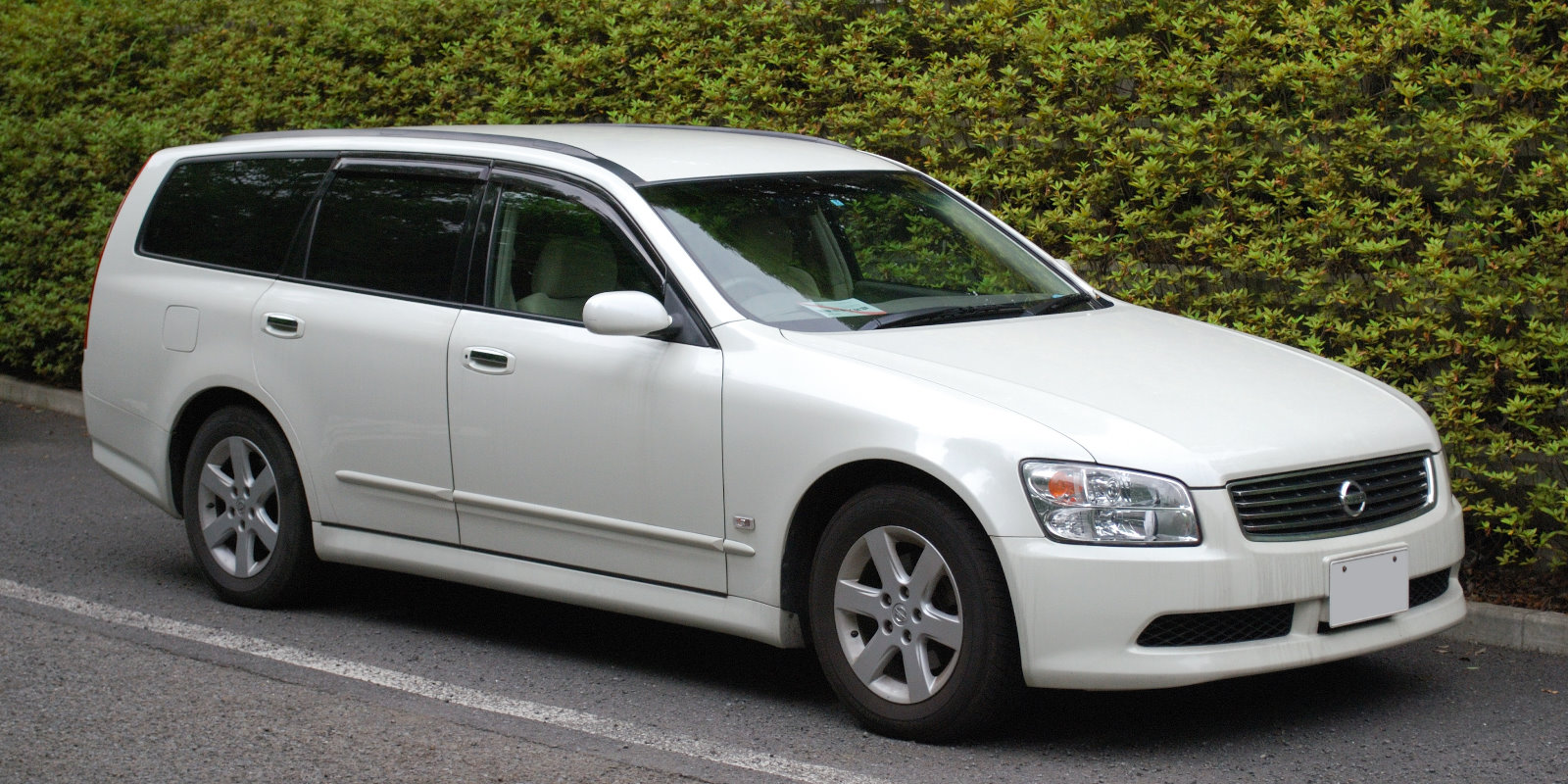
Stagea M35 nach der Modellpflege (2004–2007)
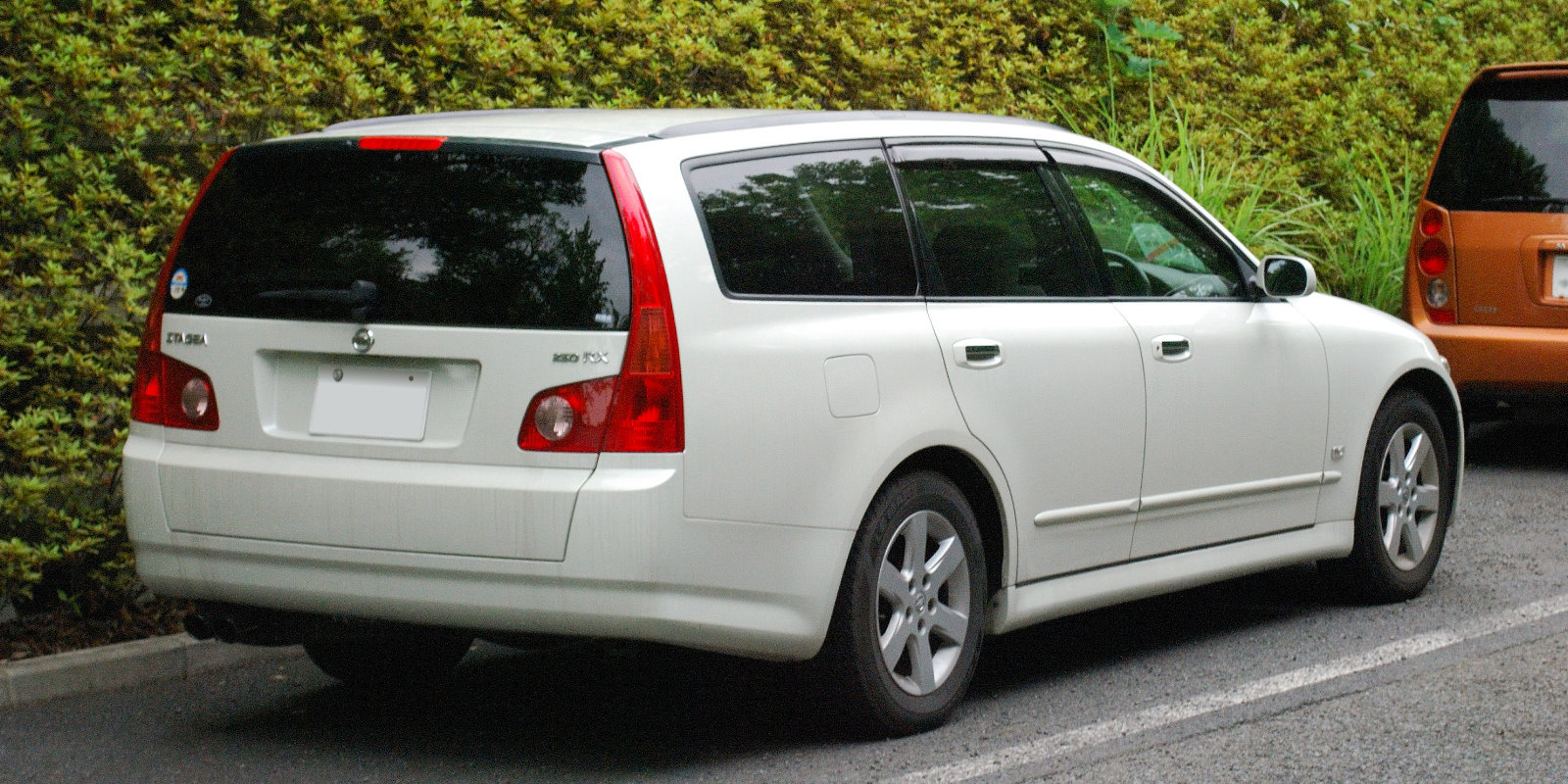
Heckansicht (2004–2007)

| Technische Daten Nissan Stagea M35 (2001–2007) |                                                                  |                                                                  |                                                                  |                                                                  |
| Nissan Stagea:                                 | 2.5                                                              | 2.5 Turbo                                                        | 3.0                                                              | 3.5                                                              |
| Motor:                                         | 6-Zylinder-V-Motor (Viertakt), Gabelwinkel 60°                   | 6-Zylinder-V-Motor (Viertakt), Gabelwinkel 60°                   | 6-Zylinder-V-Motor (Viertakt), Gabelwinkel 60°                   | 6-Zylinder-V-Motor (Viertakt), Gabelwinkel 60°                   |
| Motortyp:                                      | VQ25DD                                                           | VQ25DET                                                          | VQ30DD                                                           | VQ35DE                                                           |
| Hubraum:                                       | 2495 cm³                                                         | 2495 cm³                                                         | 2987 cm³                                                         | 3498 cm³                                                         |
| Bohrung × Hub:                                 | 85 × 73,3 mm                                                     | 85 × 73,3 mm                                                     | 93 × 73,3 mm                                                     | 95,5 × 81,4 mm                                                   |
| Leistung bei 1/min:                            | 158 kW (215 PS) bei 6400                                         | 206 kW (280 PS) bei 6400                                         | 191 kW (260 PS) bei 6400                                         | 200 kW (272 PS) bei 6000                                         |
| Max. Drehmoment bei 1/min:                     | 270 Nm bei 4400                                                  | 407 Nm bei 3200                                                  | 324 Nm bei 4800                                                  | 353 Nm bei 4800                                                  |
| Verdichtung:                                   | 11:1                                                             | 8,5:1                                                            | 11:1                                                             | 10,3:1                                                           |
| Gemischaufbereitung:                           | Einspritzung                                                     | Einspritzung                                                     | Einspritzung                                                     | Einspritzung                                                     |
| Ventilsteuerung:                               | DOHC, Zahnriemen                                                 | DOHC, Zahnriemen                                                 | DOHC, Zahnriemen                                                 | DOHC, Zahnriemen                                                 |
| Kühlung:                                       | Wasserkühlung                                                    | Wasserkühlung                                                    | Wasserkühlung                                                    | Wasserkühlung                                                    |
| Getriebe:                                      | Viergang-Automatik Hinterradantrieb, a.W. Allradantrieb          | Viergang-Automatik Hinterradantrieb, a.W. Allradantrieb          | Fünfgang-Automatik Hinterradantrieb, a.W. Allradantrieb          | Fünfgang-Automatik Hinterradantrieb, a.W. Allradantrieb          |
| Radaufhängung vorn:                            | Obere Dreieckquerlenker, Querlenker, Zugstreben, Schraubenfedern | Obere Dreieckquerlenker, Querlenker, Zugstreben, Schraubenfedern | Obere Dreieckquerlenker, Querlenker, Zugstreben, Schraubenfedern | Obere Dreieckquerlenker, Querlenker, Zugstreben, Schraubenfedern |
| Radaufhängung hinten:                          | Mehrlenkerachse, Schraubenfedern                                 | Mehrlenkerachse, Schraubenfedern                                 | Mehrlenkerachse, Schraubenfedern                                 | Mehrlenkerachse, Schraubenfedern                                 |
| Bremsen:                                       | Innenbelüftete Scheibenbremsen rundum, Bremskraftverstärker, ABS | Innenbelüftete Scheibenbremsen rundum, Bremskraftverstärker, ABS | Innenbelüftete Scheibenbremsen rundum, Bremskraftverstärker, ABS | Innenbelüftete Scheibenbremsen rundum, Bremskraftverstärker, ABS |
| Lenkung:                                       | Zahnstangenlenkung, servounterstützt                             | Zahnstangenlenkung, servounterstützt                             | Zahnstangenlenkung, servounterstützt                             | Zahnstangenlenkung, servounterstützt                             |
| Karosserie:                                    | Stahlblech, selbsttragend                                        | Stahlblech, selbsttragend                                        | Stahlblech, selbsttragend                                        | Stahlblech, selbsttragend                                        |
| Spurweite vorn/hinten:                         | 1510/1510 mm                                                     | 1510/1510 mm                                                     | 1510/1510 mm                                                     | 1510/1510 mm                                                     |
| Radstand:                                      | 2850 mm                                                          | 2850 mm                                                          | 2850 mm                                                          | 2850 mm                                                          |
| Abmessungen:                                   | 4765 × 1760 × 1510 mm                                            | 4765 × 1760 × 1510 mm                                            | 4765 × 1760 × 1510 mm                                            | 4765 × 1760 × 1510 mm                                            |
| Leergewicht:                                   | 1550–1650 kg                                                     | 1550–1650 kg                                                     | ab 1590 kg                                                       | ab 1590 kg                                                       |
| Höchstgeschwindigkeit:                         | ca. 210 km/h                                                     | ca. 240 km/h                                                     | ca. 230 km/h                                                     | ca. 240 km/h                                                     |
| Beschleunigung, 0–100 km/h:                    | n. a.                                                            | n. a.                                                            | n. a.                                                            | n. a.                                                            |
| Verbrauch (Liter/100 Kilometer):               | 9–15 S                                                           | 9–15 S                                                           | 10–15 S                                                          | 10–15 S                                                          |